# Centerbe
Le Centerbe,,,  est une liqueur aromatique typique des Abruzzes obtenue par infusion d'herbes aromatiques et médicinales de montagne. Le nom (Amaro Centerbe, Centerbe, Antico Centerbe, Rosolio Centerbe) est utilisé pour désigner différentes liqueurs (avec une recette équivalente ou similaire) de production commerciale et artisanale. Il a été inventé par le pharmacien Beniamino Toro, de Tocco da Casauria dans les Abruzzes.

## Caractéristiques
Il s'agit d'une liqueur à forte teneur en alcool (70 % vol) élaborée à partir d'une infusion d'herbes médicales (cent herbes). Inventé par le pharmacien Beniamino Toro, de Tocco da Casauria dans les Abruzzes, il a d'abord été utilisé comme médicament contre la peste et a ensuite été bu comme liqueur.
Le nom centerbe, avec les variantes centerba et cianterba, dérive de cento erbe (« cent herbes ») en référence aux cent types de plantes qui seraient utilisées dans la préparation traditionnelle. Il désignerait à l'origine une boisson alcoolisée produite - du XIIIe au XVIIe siècle - à l'abbaye de San Clemente a Casauria. La liqueur est devenue particulièrement connue dans les Abruzzes sous le règne de la famille Branconio de L'Aquila, qui l'a ensuite également exportée à Rome.
La liqueur atteint, mais peut aussi dépasser, une teneur en alcool de 70 % vol. ; elle est aussi souvent utilisée comme « correcteur » du café et dans les pâtisseries.